# Między nami dobrze jest (film)
Między nami dobrze jest – polski film fabularny w reżyserii Grzegorza Jarzyny na podstawie powieści Doroty Masłowskiej o tym samym tytule. Premiera odbyła się 9 stycznia 2015.

## Obsada
- Aleksandra Popławska jako mała metalowa dziewczynka
- Danuta Szaflarska jako osowiała staruszka na wózku inwalidzkim
- Magdalena Kuta jako Halina
- Maria Maj jako Bożena
- Adam Woronowicz jako mężczyzna
- Rafał Maćkowiak jako aktor
- Agnieszka Podsiadlik jako prezenterka telewizyjna
- Katarzyna Warnke jako Monika
- Roma Gąsiorowska jako Edyta
- Lech Łotocki jako prezenter telewizyjny